# Лотар Бергер
Лотар Бергер (нім. Lothar Berger; 31 грудня 1900, Гальберштадт — 5 листопада 1971, Бад-Швартау) — німецький воєначальник, генерал-майор вермахту. Кавалер Лицарського хреста Залізного хреста з дубовим листям.

## Біографія
Учасник Першої світової війни. 30 липня 1920 року демобілізований, але 1 травня 1924 року повернувся на військову службу.  Служив у піхоті, командир роти. З 1 червня 1939 року — командир 3-го батальйону 84-го піхотного полку. З 31 жовтня 1940 по 2 січня 1943 року — командир 1-го навчального батальйону піхотного училища. З 25 січня по 5 вересня 1943 року — командир 336-го гренадерського полку.  З 7 жовтня 1943 року — командир 721-го гренадерського полку. З 14 січня 1945 року — інструктор з тактики на полкових курсах. З 23 по 26 січня — комендант фортеці Оппельн. З 13 лютого по 5 квітня — командир 100-ї бригади особливого призначення і військовий комендант Губена, одночасно з 30 березня по 6 травня — командир 208-ї піхотної дивізії. З 6 квітня — командир 75-ї піхотної дивізії. 8 травня здався радянським військам. В листопаді переданий британській владі. В липні 1946 року звільнений.

## Звання
- Лейтенант (20 грудня 1924)
- Обер-лейтенант (1 березня 1928)
- Гауптман (1 липня 1934)
- Майор (1 грудня 1938)
- Оберст-лейтенант (1 серпня 1940)
- Оберст (1 квітня 1942)
- Генерал-майор (20 квітня 1945)

## Нагороди
- Нагрудний знак «За поранення» в чорному
- Залізний хрест
  - 2-го класу (28 липня 1918)
  - 1-го класу (24 грудня 1920)
- Почесний хрест ветерана війни з мечами (1 січня 1935)
- Медаль «За вислугу років у Вермахті» 4-го (2 жовтня 1936), 3-го і 2-го класу (18 років)
- Застібка до Залізного хреста
  - 2-го класу (30 вересня 1939)
  - 1-го класу (2 жовтня 1939)
- Лицарський хрест Залізного хреста з дубовим листям
  - лицарський хрест (5 серпня 1940)
  - дубове листя (№806; 28 березня 1945)
- Штурмовий піхотний знак в сріблі
- Орден Зірки Румунії, командорський хрест з мечами (24 червня 1942)
- Медаль «За зимову кампанію на Сході 1941/42» (21 липня 1942)
- Нагрудний знак ближнього бою в бронзі
- Нагрудний знак «За боротьбу з партизанами» в бронзі
- Нагрудний знак «За поранення» в золоті
- Почесна застібка на орденську стрічку для Сухопутних військ